# Марк С. Джестон
Марк С(імінгтон) Джестон  (народився 20 червня 1946 року) — американський письменник-фантаст.

## Життєпис та письменницька кар'єра
Марк Гестон народився в Атлантик-Ситі, Нью-Джерсі. Його батьки були вчителями, мати — англійської мови та журналістики, а також писала рецензії на книги. Закінчив Абінтонську середню школу.
Жодне з оповідань, які він написав, коли він ріс у Філадельфії чи в середній школі, не було опублікована, але коли йому було 19 років і він навчався на другому курсі коледжу, Джестон почав створювати дебютний науково-фантастичний роман «Володарі зорельоту» (англ. «Lords of the Starship») , який був опублікований у 1967. Він закінчив Кеньйонський коледж в у Гемб'єрі (штат Огайо) зі ступенем з історії у 1968 році, отримав ступінь права на Юридичний факультет Нью-Йоркського університету Нью-Йоркського університету у 1971 році та опублікував ще три романи до 1976 року.
Цей роман одразу привернув загальну увагу до дебютанта (на той час ще студента). Дія роману «Володарі зорельоту» розгортається на Землі приблизно через 3000 років після краху людської технологічної цивілізації, розповідаючи про покоління історії, натхненні величезним проєктом.
Похмура, емоційно вражаюча картина далекого майбутнього, що роздирається війнами, доповнюється антиутопічними мотивами на зразок книги «Ми» Євгена Зам'ятина. У романі уряд намагається зґуртувати націю навколо грандіозного проекту будівництва зоряного корабля (величезний зореліт, старт якого повинен символізувати відродження цивілізації), що триває століттями, але на виході сам проєкт виявляється пропагандистським міфом.
Тим же настроєм занепаду і деградації людства пройняті романи - "З пащі дракона" (англ. «Out of the Mouth of the Dragon») (1969), "Денна зірка" (англ. «The Day Star») (1972) і "Облога дивовижного" (англ. «The Siege of Wonder») (1976); герої першого роману, події якого відбуваються в тому ж світі, де окремі особистості й надалі продовжують боротися з його занепадом і безнадійністю буквально, вони "зрослися" з зброєю, перетворившись на кіборгів, проте технічна зухвалість і фантазія в людині уживаються з давнім, відсталим консервативним соціальним мисленням, повним стереотипів та забобонів. «Денна зірка» далі досліджує розпад, час і прагнення, коли хлопчик і привид шукають кращий світ. «Облога дивовижного» описує завершення багатовікової війни між магією та технологіями на досвіді людини, яка увійшла до сфери маг ів як шпигун.
Джестон більшу частину життя пропрацював штатним адвокатом у м. Буазе, штат Айдахо. 
Його п’ятий роман — «Дзеркало до небес» (англ. «Mirror to the Sky») (1992) — розгортається в недалекому майбутньому у світі, який емоційно та культурно реагує на твори мистецтва, принесені на Землю іншопланетянами, розвиваючи ідею міфа про Василіска.

## Опубліковані твори

### Книжкові видання
- «Володарі зорельоту[en]» (англ. «Lords of the Starship») [3], роман, Ace Books, 1967, 156 с.
  - Перше видання в твердій обкладинці: Лондон, Майкл Джозеф, 1971, 158 с. ISBN 0-7181-0893-0
- «З пащі дракона» (англ. «Out of the Mouth of the Dragon»), роман, Ace Books, 1969, 156 с.
  - Перше видання в твердій обкладинці: Лондон, Майкл Джозеф, 1969, 156 с. ISBN 0-7181-0952-X
- «Денна зірка» (англ. «The Day Star»), роман, DAW Books, 1972, 126 с.
- «Облога дивовижного» (англ. «The Siege of Wonder»), роман, Doubleday, 1976, 180 стор. ISBN 0-385-11359-5
  - Перше видання в м'якій палітурці: DAW Books, 1977, 190 с. ISBN 0-87997-325-0
- ««Дзеркало до небес», роман, Morrow/AvoNova, 1992, 234 с. ISBN 978-0-688-11138-0
- «Книга воєн», омнібусне видання трилогії «Володарі зорельоту», «З пащі дракона» та «Облога дивовижного», Baen Books, 2009, 646 стор. ISBN 978-1-4165-9152-8

### Інші твори
- «Оплот», оповідання, «Фантастика», липень 1974 року
- «Сокіл», оповідання, «Дивовижні історії», травень 1993 року
- «Союзники», повість, «Журнал фентезі та наукової фантастики», травень 1998 р.